# Apologue des membres et de l'estomac
L’Apologue des membres et de l'estomac est un apologue grâce auquel le consul romain Agrippa Menenius Lanatus rétablit la concorde entre patriciens et plébéiens, lors d'une insurrection en 494 av. J.-C..
« Les membres du corps humain, voyant que l'estomac restait oisif, séparèrent leur cause de la sienne, et lui refusèrent leur office. Mais cette conspiration les fit bientôt tomber eux-mêmes en langueur ; ils comprirent alors que l'estomac distribuait à chacun d'eux la nourriture qu'il avait reçue, et rentrèrent en grâce avec lui. Ainsi le Sénat et le peuple, qui sont comme un seul corps, périssent par la désunion, et vivent pleins de force par la concorde. »
Son thème provient de la fable d'Ésope, L’Estomac et les Pieds. Elle est relatée par Tite-Live, Valère Maxime, Florus dans le De viris illustribus urbis Romae, Denys d'Halicarnasse, Plutarque, Dion Cassius et Jean Zonaras.
Ce thème est repris par Jean de la Fontaine dans la fable Les Membres et l'Estomac en 1668.